# Dodu, le bon petit diable
Pour les articles homonymes, voir Dodu (homonymie).
Dodu alias Geppo est un personnage de bande dessinée italienne créé par Giovan Battista Carpi.

## Personnage
Dodu est un bon diable et sa naiveté, sa timidité et sa compassion provoquent des problèmes à répétition avec son patron, Satan,.

## Histoire
Ses débuts officiels ont lieu en 1955 dans le magazine de bande dessinées Volpetto, avec l'histoire "Vita nuova... all'inferno!" (trad. "Une nouvelle vie... en enfer !"), mais une version plus ancienne de Dodu est parue en décembre 1954, dans le livre de bande dessinées Trottolino e la "Enne" Dimensione (trad. Trottolino et la "Nième" dimension'), avec l'histoire "Geppo il buon diavolo" (trad. "Dodu le bon diable"), avec une conception graphique différente réalisée par Giulio Chierchini,,.
À partir de 1961, Dodu devient le personnage principal d'une série de bande dessinées éponyme publiée durant plus de 30 ans par Edizioni Bianconi. Pier Luigi Sangalli et plus tard Sandro Dossi seront les auteurs en alternance de cette bande dessinée.